# شزری-فوران
شزری-فوران (به فرانسوی: Chézery-Forens) یک کمون در فرانسه است که در Canton of Collonges واقع شده‌است.

## خصوصیات
شزری-فوران ۴۶٫۵۷ کیلومترمربع مساحت و ۴۰۳ نفر جمعیت دارد و ۹۰۸ متر بالاتر از سطح دریا واقع شده‌است.